# Келишка Мюлера
{{#ifeq:0|0|{{#if:Calypogeia muelleriana|{{#if:|[[]}}|[[]]}}}}
Келишка Мюлера (Calypogeia muelleriana) — вид печіночників родини келишкових (Calypogeiaceae).

## Поширення
Батьківщиною є Європа, Макаронезія, Азія, Північна Америка.
Живе у свіжих або вологих, тінистих, багатих основами або помірно вапняних місцях на гумусі, сирій землі, глині або піску, гнилій деревині, торфі, на основі дерев або на забруднених скелях у листяних або хвойних лісах.

## Характеристика
Це розпростертий печіночник приблизно від 1 до 4 мм завширшки та до 4 см завдовжки, який росте на плоских галявинках від синьо-зеленого до коричнево-зеленого кольору. Щільно-черепицеподібні, яйцеподібні, округлі бокові листки мають таку ж довжину, що й ширина, злегка розширені біля основи і зазвичай заокруглені на кінчику, рідко з невеликим загостренням. Деформовані клітини шестикутної пластинки бічних листків містять до 10 маленьких масляних тілець і мають довжину приблизно від 35 до 70 мкм і ширину від 25 до 45 мкм. Характерне нижнє листя приблизно в 2–3 рази ширше за стебло, округле, оберненояйцюватої форми та приблизно на 1/3 розділене на дві широкі округлі частки. Довжина клітин нижнього листа приблизно від 28 до 50 мкм і ширина від 18 до 35 мкм.